# Johann Heinrich Tischbein der Ältere

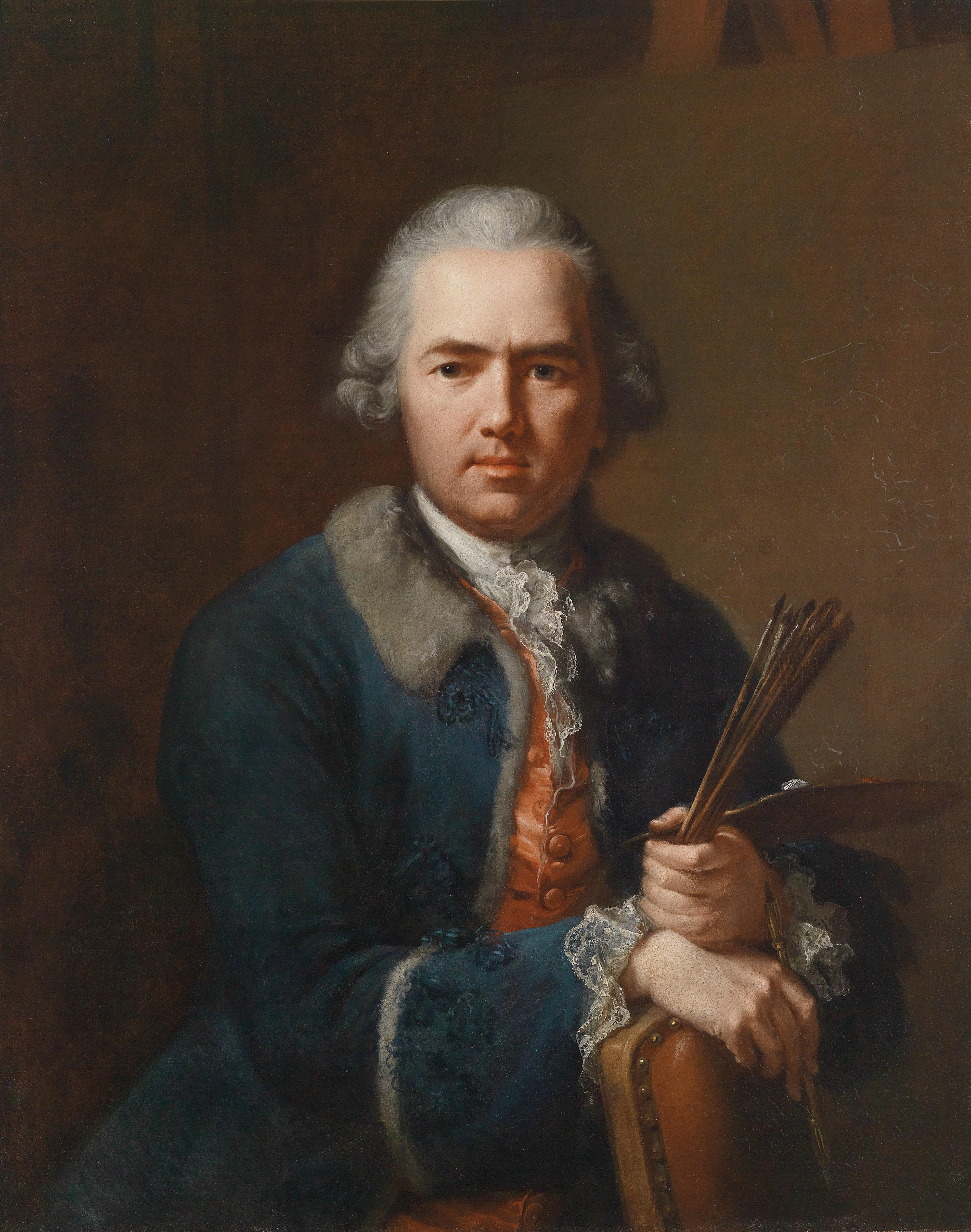
Johann Heinrich Tischbein der Ältere, um 1770, Selbstporträt mit Pinseln und Palette

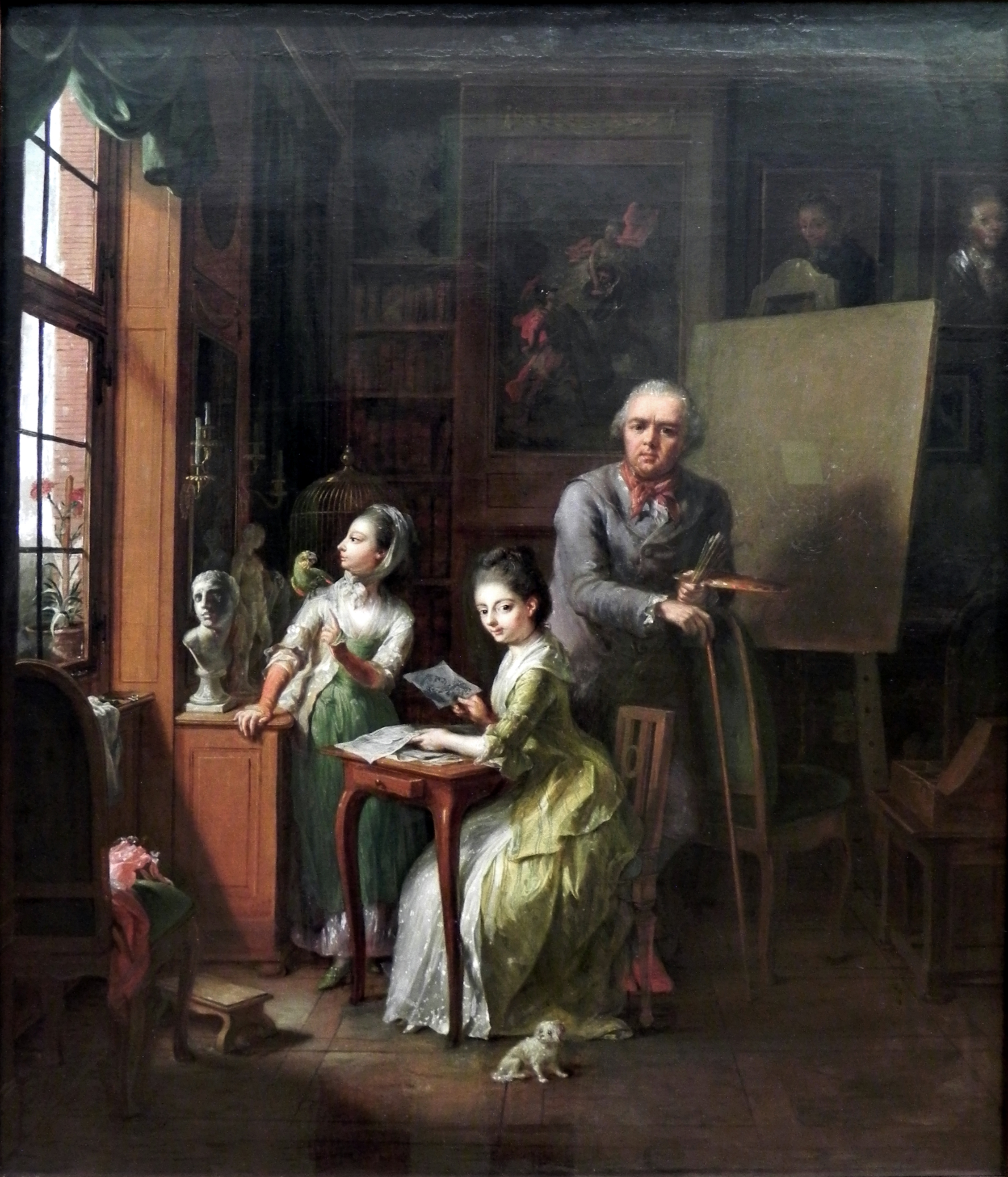
Der Künstler und seine Töchter. Von links, Tochter Wilhelmine Friederike, Tochter Wilhelmine Caroline Amalie, Tischbein selbst. An der Wand Porträts der verstorbenen Ehefrauen des Künstlers. Links Marie Sophie und rechts Julie Marianne Pernette.

Johann Heinrich Tischbein der Ältere (* 14. Oktober 1722 in Haina; † 22. August 1789 in Kassel; genannt der Kasseler) war ein deutscher Künstler, einer der anerkanntesten Maler und einer der größten Porträtisten des 18. Jahrhunderts.

## Leben
Tischbein war das bedeutendste Mitglied der hochbegabten, über vier Generationen reichenden Malerfamilie Tischbein. Er war Mitbegründer und Lehrer für Malerei an der Kasseler Kunstakademie und entwickelt sich gemäß der aktuellen Zeitströmung zu einem Protagonisten des frühen Klassizismus in Deutschland. Er war Hofmaler in Kassel und fertigte vornehmlich Porträts, aber auch mythologische Szenen, Historiengemälde und Landschaften sowie Gemälde mit religiösen Themen. Sein Lebenswerk umfasst mehr als 300 Gemälde. Laut Meyers Großem Lexikon von 1984 gilt er als der vorzüglichste Maler von Frauenbildnissen.
Tischbein war Sohn des Bäckers Johann Heinrich Tischbein und der Susanne Margaretha Hinsing. Nach einer Malerlehre 1736 bis 1741 in Kassel beim Tapetenmaler Zimmermann und bei Johann Georg von Freese (1701–1775) stand er im Dienste kleinerer Fürstenhöfe. 1743 ging er, finanziell unterstützt von Graf Johann Philipp von Stadion, nach Paris und wurde Schüler von Carle van Loo (1705–1765). 1749 reiste er nach Venedig zu Giovanni Battista Piazzetta (1682–1754). 1750/51 war er in Rom. 1753 erfolgte die Ernennung zum Hofmaler des Landgrafen Wilhelm VIII. von Hessen-Kassel. In derselben Zeit begannen die Arbeiten am landgräflichen Sommerschloss Wilhelmsthal, hier hinterließ Tischbein insgesamt 66 Gemälde, unter anderem die „Schönheitsgalerie“. Während der französischen Besatzungszeit flüchtete er von 1756 bis 1762 mit verschiedenen Aufenthalten. 1762 wurde er Professor an der neu gegründeten Akademie Collegium Carolinum in Kassel. Zwischendurch verbrachte er einige Zeit am schwäbischen „Musenhof“ bei Graf Stadion auf Schloss Warthausen bei Biberach an der Riß.
Durch die Freundschaft mit Friedrich Gottlieb Klopstock und seinem zeitweilig in Hamburg ansässigen Bruder war er eng mit der Hansestadt verbunden. Am 31. Oktober 1756 heiratete Tischbein die Kanzleisekretärstochter Marie Sophie Robert (gest. 1759) und nach deren Tod in zweiter Ehe 1763 deren jüngster Schwester Anne Marie Pernette, die aber schon im darauffolgenden Jahr verstarb. Johann Heinrich Tischbein war wie auch sein Neffe Johann Friedrich August Mitglied der Freimaurerloge Zum gekrönten Löwen in Kassel.

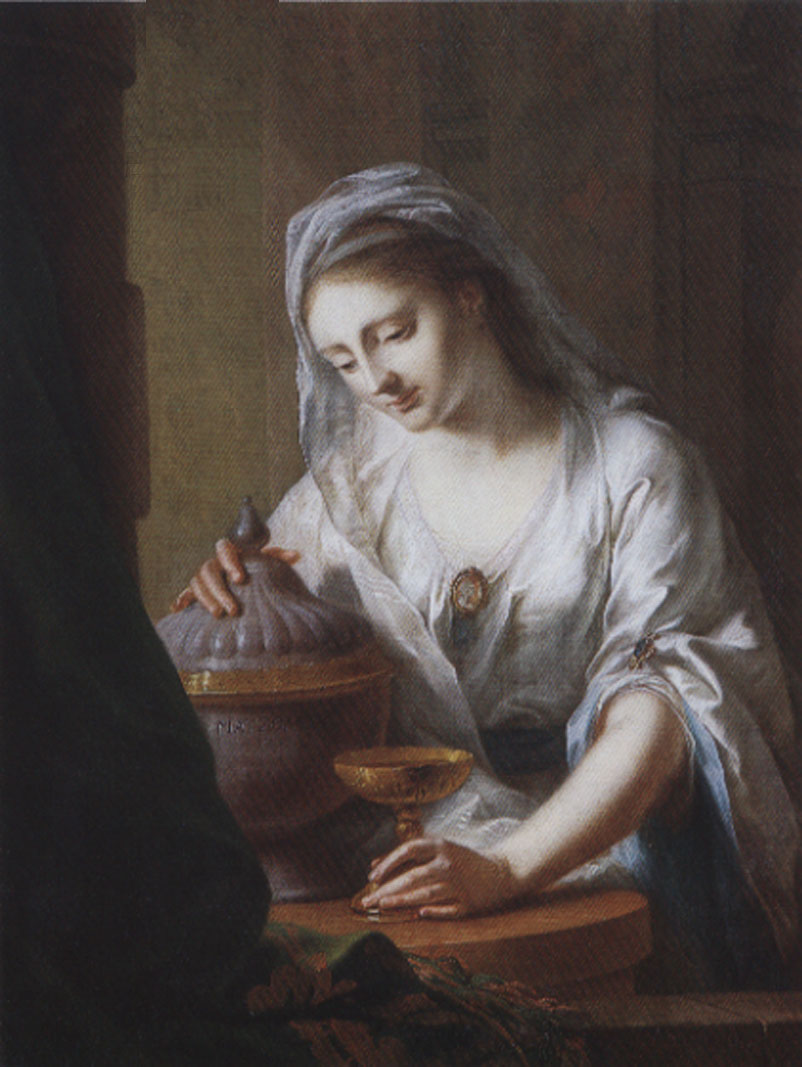
Johann Heinrich Tischbein der Ältere: Artemisia, 1775.

Zu seinem bekanntesten Gemälde Artemisia (72 × 95 cm, Öl auf Leinen) saß ihm 1775 die achtzehnjährige Gräfin Auguste Reuß zu Ebersdorf Modell; sie galt als eine der schönsten Frauen ihrer Zeit.

## Werke (Auswahl)

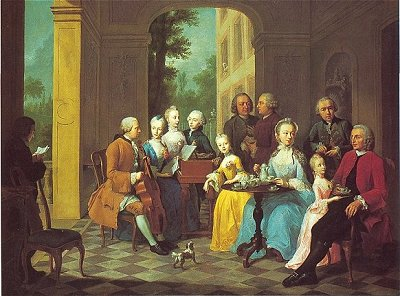
Die Hamburger Familie Timmermann 1758. Elisabeth Maria Timmermann mittig im gelben Kleid. Tischbein steht am rechten Bildrand hinter dem rot gekleideten Weinhändler im Lehnstuhl.

- Auferstehung (1763), Altargemälde der Hauptkirche Sankt Michaelis (Hamburg), 1906 verbrannt
- Verklärung Christi (1764), Lutherische Kirche am Graben in Kassel
- Passions- und Himmelfahrtszyklus (1778) für die katholische Elisabethkirche in Kassel, Teile heute im Dommuseum Fulda, andere in der heutigen Kirche Sankt Elisabeth (Kassel)
- Kreuzabnahme und Himmelfahrt (1787), Altargemälde der St.-Jakobi-Kirche (Stralsund)
- Christus am Ölberg (1788), Kloster Haina
- Selbstbildnis mit seiner ersten Frau
- Bildnis der Schauspielerin Evérard
- Bildnis der Dichterin Philippine Engelhard geb. Gatterer[4]
- Der Landgraf Friedrich II.
- Allegorie zur Gründung der Kasseler Akademie
- Hercules and Omphale
- Maifest bei Gut Freienhagen
- Familie Timmermann, Leinwand, 91,5 × 118 cm (Bildmaß), Signatur: bez. Mitte r.: J H Tischbein Pinx 1758, (online, Gemäldegalerie Alte Meister, Museumslandschaft Hessen Kassel)

## Ausstellungen
- 1989/1990 Kassel: Johann Heinrich Tischbein d. Ä. (1772–1789)
- 2005/2006 Kassel: 3 x Tischbein
- 2022 Schloss Fasanerie in Eichenzell bei Fulda: Tischbein – Meisterwerke des Hofmalers